# Luke Glenna
Luke Glenna (* 7. Februar 2000 in Edina, Minnesota) ist ein US-amerikanischer American-Football-Spieler auf der Position des Safety. Er spielte College-Football an der University of St. Thomas in Minnesota. Zurzeit steht er bei Nordic Storm in der European League of Football unter Vertrag.

## Karriere

### High School und College
Glenna besuchte die Edina High School und spielte für die dortigen Hornets sowohl Football als auch Basketball und fungierte in beiden Teams als Captain.
Nach dem Abschluss immatrikulierte er an der University of St. Thomas und spielte für die Tommies. Zu Glennas Studienbeginn war die UST zunächst nur in der Division III der NCAA, durfte aber 2021 direkt in die Division I wechseln. In insgesamt vier Saisons, die Glenna College-Football spielte, fing er zwölf Interceptions, von denen er drei zum Touchdown trug und er erzielte 167 Tackles. 2021 wurde er in das zweite und 2022 in das erste All-Star-Team der Pioneer Football League gewählt. Außerdem wurde er 2022 in die All-Star-Teams von Stats Perform, Associated Press und Phil Steele gewählt.

### Europa
Ende 2022 wurde Glenna von den Barcelona Dragons aus der European League of Football für die ELF-Saison 2023 verpflichtet. Zum Saisonende führte er mit insgesamt 137 die Liga in Tackles an und wurde in das erste All-Star-Team berufen.
Im Dezember 2023 wurde er von den Madrid Bravos für die Saison 2024 unter Vertrag gestellt. Nach der Saison wechselte er zu den neu gegründeten Nordic Storm.

### Statistiken
| Jahr                                              | Team               | Spiele | Starts | Tackles | Tackles | Tackles | Tackles | Tackles | Passverteidigung | Passverteidigung | Passverteidigung | Passverteidigung | Fumbles | Fumbles | Fumbles | Sonstiges | Sonstiges |
| Jahr                                              | Team               | Spiele | Starts | Total   | Solo    | Ast     | TFL     | Sack    | INT              | Yds              | TD               | BrUp             | FF      | FR      | TD      | Blk       | Saf       |
| ------------------------------------------------- | ------------------ | ------ | ------ | ------- | ------- | ------- | ------- | ------- | ---------------- | ---------------- | ---------------- | ---------------- | ------- | ------- | ------- | --------- | --------- |
| NCAA Div. I / Div. III                            |                    |        |        |         |         |         |         |         |                  |                  |                  |                  |         |         |         |           |           |
| 2018                                              | St. Thomas Tommies | 8      |        | 17      | 6       | 11      | 1,0     | 0       | 3                | 114              | 2                |                  | 1       | 0       | 0       | 0         |           |
| 2019                                              | St. Thomas Tommies | 6      |        | 17      | 8       | 9       | 0,5     | 0       | 1                | 0                | 0                |                  | 1       | 0       | 0       | 0         |           |
| 2021                                              | St. Thomas Tommies | 10     |        | 65      | 30      | 35      | 4,5     | 0       | 4                | 30               | 1                |                  | 0       | 2       | 0       | 0         |           |
| 2022                                              | St. Thomas Tommies | 11     |        | 68      | 36      | 32      | 1,0     | 0       | 4                | 53               | 0                |                  | 0       | 0       | 0       | 0         |           |
| College Gesamt                                    | College Gesamt     | 35     |        | 167     | 80      | 87      | 7,0     | 0       | 12               | 197              | 3                |                  | 2       | 2       | 0       | 0         |           |
| European League of Football                       |                    |        |        |         |         |         |         |         |                  |                  |                  |                  |         |         |         |           |           |
| 2023                                              | Barcelona Dragons  | 12     | 11     | 137     | 79      | 58      | 1,0     | 0       | 4                | 43               | 0                | 7                | 2       | 1       | 0       | 3         | 0         |
| 2024                                              | Madrid Bravos      | 12     | 11     | 76      | 49      | 27      | 0,5     | 0       | 5                | 81               | 0                | 7                | 1       | 1       | 0       | 0         | 0         |
| ELF Gesamt                                        | ELF Gesamt         | 24     | 22     | 213     | 128     | 85      | 1,5     | 0       | 9                | 124              | 0                | 14               | 3       | 2       | 0       | 3         | 0         |
| Quellen: tommiesports.com, sportsmetrics.football |                    |        |        |         |         |         |         |         |                  |                  |                  |                  |         |         |         |           |           |

## Sonstiges
An der University of St. Thomas studierte Glenna Betriebswirtschaftslehre.